# 1-萘基缩水甘油醚
1-萘基缩水甘油醚是一种有机化合物，化学式为C13H12O2。它可由环氧氯丙烷和1-萘酚在氢氧化钾存在下反应得到。它和叠氮化钠在四丁基溴化铵催化下，于乙醇水溶液中反应，可以得到1-叠氮基-3-(1-萘氧基)-2-丙醇。它和1-(2-甲氧基苯基)哌嗪在乙醇中回流反应，可以得到萘哌地尔。